# پرچم نیووی
پرچم نیووی در ۱۵ اکتبر ۱۹۷۵ پذیرفته شد.این پرچم دارای زمینه زرد رنگ است که نماد کشور در سمت چپ بالا قرار دارد.